# Schron przy Naciekowej
Schron przy Naciekowej – jaskinia, a właściwie schronisko, w Doliny Kościeliskiej w Tatrach Zachodnich. Wejście do niej znajduje się w masywie Organów, powyżej Jaskini Zimnej, obok Jaskini Naciekowej, na wysokości 1199 m n.p.m. Jaskinia jest pozioma, a jej długość wynosi 11 metrów. Jest ona prawdopodobnie częścią Jaskini Naciekowej, oddzielona od niej namuliskiem.

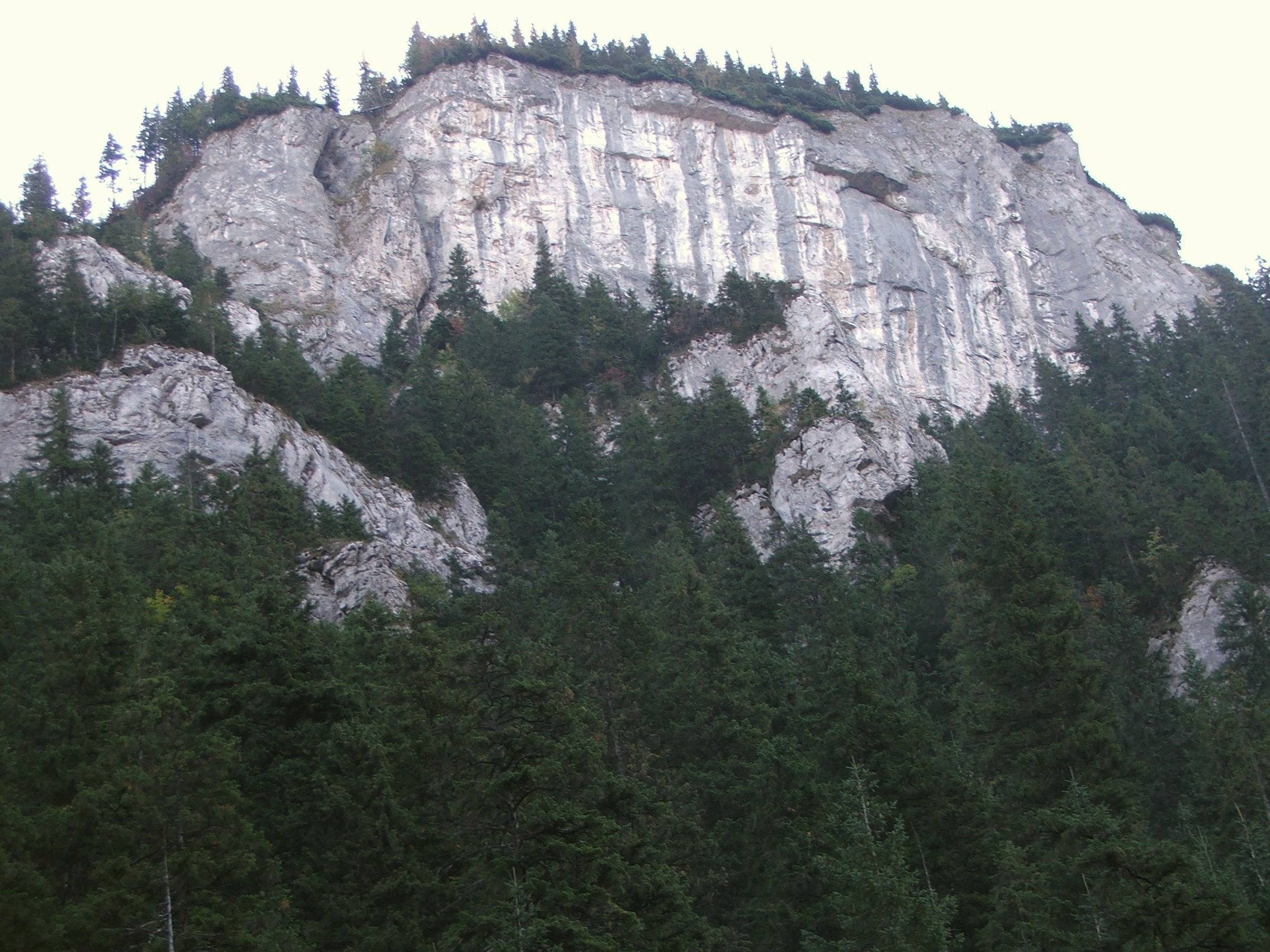
Masyw Organów w Dolinie Kościeliskiej

## Opis jaskini
Jaskinię stanowi szczelinowy, poziomy korytarz zaczynający się dwoma szczelinami stanowiącymi otwór wejściowy, a kończący namuliskiem.

## Przyroda
Flora i fauna nie była badana.

## Historia odkryć
Pierwszą wzmiankę o jaskini sporządził J. Rudnicki w 1959 roku przy okazji badania Jaskini Naciekowej.